# Ta'ir
Ta'ir (hebrejsky תאיר‎, Ta'ir) je ženské rodné jméno hebrejského původu, které znamená „zazáří“.
Je to moderní jméno, vzniklé přechýlením tradičního mužského jména Ja'ir. Existuje i variantní přechýlení tohoto jména, Ja'ira. Ta'ir je v současném Izraeli populární jméno.